# La Folie du doute
Pour plus de détails, voir Fiche technique et Distribution.
La Folie du doute est un film muet français réalisé par René Leprince et sorti en 1923.

## Fiche technique
- Réalisation : René Leprince
- Scénario : René Leprince
- Photographie : Julien Ringel
- Production :  Pathé Consortium Cinéma
- Pays de production:  France
- Format : Muet - Noir et blanc
- Genre : Comédie dramatique
- Métrage : 1 615 m[1]
- Date de sortie : 
  - France : 1er juin 1923

## Distribution
- Yvonne Dupré : Germaine jeune fille
- Jean Dax : L'ingénieur Jean Villars
- Alexandre Arquillière : Becker
- Jean Ayme : Paul Nervier
- Madame Delaunay : Madame Villars
- Christiane Delval : Germaine enfant
- Ernest Maupain : Le docteur
- Madame Valmont : Simone